# Dactylactis marri
Espèce
Dactylactis marri est une espèce de cnidaires de la famille des Arachnactidae.

## Systématique
Le nom valide complet (avec auteur) de ce taxon est Dactylactis marri Leloup, 1964.